# Des Moines (Nou Mèxic)
Des Moines és una població dels Estats Units a l'estat de Nou Mèxic. Segons el cens del 2000 tenia 177 habitants.

## Demografia
Segons el cens del 2000, Des Moines tenia 177 habitants, 72 habitatges, i 49 famílies. La densitat de població era de 62,7 habitants per km².
Dels 72 habitatges en un 36,1% hi vivien nens de menys de 18 anys, en un 52,8% hi vivien parelles casades, en un 8,3% dones solteres, i en un 30,6% no eren unitats familiars. En el 29,2% dels habitatges hi vivien persones soles el 12,5% de les quals corresponia a persones de 65 anys o més que vivien soles. El nombre mitjà de persones vivint en cada habitatge era de 2,46 i el nombre mitjà de persones que vivien en cada família era de 3.
Per edats la població es repartia de la següent manera: un 30,5% tenia menys de 18 anys, un 5,6% entre 18 i 24, un 27,1% entre 25 i 44, un 23,7% de 45 a 60 i un 13% 65 anys o més.
L'edat mediana era de 38 anys. Per cada 100 dones de 18 o més anys hi havia 95,2 homes.
La renda mediana per habitatge era de 27.321 $ i la renda mediana per família de 40.833 $. Els homes tenien una renda mediana de 21.042 $ mentre que les dones 33.750 $. La renda per capita de la població era de 16.255 $. Aproximadament el 25,6% de les famílies i el 31,6% de la població estaven per davall del llindar de pobresa.

## Poblacions més properes
El següent diagrama mostra les poblacions més properes.